# Edward Togo Salmon
Pour les articles homonymes, voir Salmon.
Edward Togo Salmon (né en 1905, Londres, Angleterre - mort en 1988) est un historien britannique connu pour ses travaux sur les Samnites et la romanisation de l'Italie.

## Biographie
On lui donne son deuxième nom après que l’amiral japonais Togo coule la flotte impériale russe de la Baltique à la bataille de Tsushima en 1905.
Il étudie à l'université de Sydney (Nouvelle-Galles du Sud, Australie) et obtient un Bachelor of Arts (B.A.) en littérature antique et en anglais. Puis il va à l'université de Cambridge où il reçoit son Master of Arts (M.A.) et son Ph.D, suivi d'études en Italie.
Salmon est connu pour sa carrière académique à l'université McMaster (Hamilton, Ontario, Canada) où il enseigne 43 ans à partir de 1930.

## Publications
- A history of the Roman world from 30 B.C. to A.D. 138 (1944, réédité en 1963 et 1968)
- Samnium and the Samnites (1967)
- Roman colonization under the Republic (1970)
- Polis and imperium : studies in honour of Edward Togo Salmon (1974)
- The nemesis of empire (1974)
- The making of Roman Italy (1982)

## Source
- (en) Cet article est partiellement ou en totalité issu de l’article de Wikipédia en anglais intitulé « Edward Togo Salmon » (voir la liste des auteurs).